# Tim Sogn
Tim Sogn er et sogn i Ringkøbing Provsti (Ribe Stift).
I 1800-tallet var Madum Sogn i Ulfborg Herred anneks til Tim Sogn i Hind Herred. Begge herreder hørte til Ringkøbing Amt. Trods annekteringen var sognene to selvstændige sognekommuner. Ved kommunalreformen i 1970 blev Tim indlemmet i Ringkøbing Kommune, der ved strukturreformen i 2007 indgik i Ringkøbing-Skjern Kommune, og Madum blev indlemmet i Ulfborg-Vemb Kommune, der ved strukturreformen i 2007 indgik i Holstebro Kommune.
I Tim Sogn ligger Tim Kirke.
I sognet findes følgende autoriserede stednavne:
- Atager (bebyggelse)
- Barbesgård (bebyggelse)
- Brinkgård (bebyggelse)
- Gade (bebyggelse)
- Grønne (bebyggelse)
- Grønne Bakker (areal)
- Kogsgård Plantage (areal)
- Nordenåen (bebyggelse)
- Nordestgård (bebyggelse)
- Nøderup (bebyggelse)
- Nørby (bebyggelse)
- Nørgård (bebyggelse)
- Pølsmark (bebyggelse)
- Rejkær (bebyggelse)
- Rejkær Plantage (areal)
- Skarre (bebyggelse)
- Svensgård (bebyggelse)
- Søndergård (bebyggelse)
- Tim (stationsby)
- Tim Kirkeby (bebyggelse)
- Tim Å (vandareal)
- Vester Tim (bebyggelse)